# خوشه دوشیزه
خوشهٔ دوشیزه (به انگلیسی: Virgo Cluster) یک خوشهٔ کهکشانی است که در فاصلهٔ ۵۹ میلیون سال نوری قرار گرفته‌است. این خوشه در صورت فلکی دوشیزه و گیسو قرار دارد و بعد 12h 27m
و میل +۱۲° ۴۳′- دارد. و نزدیک به ۱٬۵۰۰ عضو دارد که مسیهٔ ۸۷ درخشان‌ترین آن است. خوشهٔ دوشیزه عضو ابرخوشهٔ دوشیزه است.